# Житие Адама и Евы
Житие Адама и Евы, также известное как Книга Адама и Евы и Адамова Книга, — собрание ветхозаветных апокрифов, согласно преданию полученные Адамом от Бога. Описывает жизнь Адама и Евы после изгнания из рая. Греческая версия называется Апокалипсис Моисея, или Откровение Моисея.
Тексты содержат гораздо более подробный, чем в Книге Бытия, рассказ о грехопадении человека, включая версию Евы, о сорокадневном покаянии Адама и Евы в реках (можно провести параллель с сорокадневным постом Иисуса в пустыне). В «Житие Адама и Евы» Сатана объясняет, что восстал против Бога, когда тот повелел ему поклониться Адаму.
Значимое место занимает тема смерти. Перед своей смертью Адам объясняет сыновьям, что такое болезнь и смерть, так как у тех нет понимания этих явлений, и говорит, что делать с его телом после смерти. После смерти Адама ему и всем его потомкам обещано воскресение: Адаму говорится, что Сын Божий придёт, чтобы помазать всех верующих в него «маслом милости» с Древа Жизни, что заставляет многих исследователей считать, что часть текста имеет христианское происхождение.
Образ Бога имеет антропоморфные черты, также упоминаются меркавы (небесные колесницы), что указывает на связь со Второй книгой Еноха.
Тексты служат одним из источников для изучения сифиан.

## Версии
Существуют различные древние версии этого текста:
- греческий «Апокалипсис Моисея», или «Откровение Моисея» (др.греч. Ἀποκάλυψις Μωϋσέως, лат. транслитерация Apokalypsis Mōuseōs, др.-евр. ספר אדם וחוה).
- латинское «Житие Адама и Евы» (лат. Vita Adami et Evae or Vita Adae et Evae),
- славянское «Житие Адама и Евы»,
- армянское «Покаяние Адама»,
- грузинская «Книга Адама»,
- а также одна или две фрагментарные коптские версии.

Эти тексты часто обозначаются термином «Первичная литература об Адаме», чтобы отличить их от более поздних, связанных с ними произведений, таких как «Пещера сокровищ», «Завет Адама» и «Апокалипсис Адама», которые, по-видимому, содержат заимствования из оригинала.
Хотя тексты различаются по длине и формулировкам, они, по всей видимости, происходят из единого утерянного источника. В каждой версии имеются уникальный материал, различия и пропуски. Считается, что дошедшие до нас версии были составлены с III по V век н.э., но литературные блоки внутри них, вероятно, имеют более раннее происхождение и являются преимущественно иудейскими. Некоторые учёные полагают, что оригинал был написан на семитском языке в I веке н.э., другие же считают, что это целиком христианский текст, написанный по-гречески.
Хотя прямой связи между «Житием Адама и Евы» и Новым Заветом нет, сходство идей указывает на то, что апостол Павел и автор Второй книги Еноха были современниками первоначального автора этого текста и принадлежали к одной идейной среде.

## Переводы
на русский
- Житие Адама и Евы (Латинская версия),
- Житие Адама и Евы (Славянская версия),
- Житие (Книга) Адама и Евы.

на другие языки
- Stone, Michael. A History of the Literature of Adam and Eve. Atlanta, Georgia: Scholars Press, 1992. 168 pp.;
- Murdoch, Brian. The Apocryphal Adam and Eve in Medieval Europe: Vernacular Translations and Adaptations of the Vita Adae et Evae. Oxford, Oxford University Press, 2009, 336 pp.;
- Arbel, Vita Daphna. Forming Femininity in Antiquity: Eve, Gender, and Ideologies in the Greek Life of Adam and Eve New York and Oxford, OUP USA, 2012, 256 pp.